# Monument des Libérateurs de Pirot vis-à-vis des Turcs
Le monument des Libérateurs de Pirot vis-à-vis des Turcs (en serbe cyrillique : Споменик ослободиоцима Пирота од Турака у Пироту ; en serbe latin : Spomenik oslobodiocima Pirota od Turaka u Pirotu) se trouve à Pirot, dans le district de Pirot, en Serbie. Il est inscrit sur la liste des monuments culturels protégés de la république de Serbie (identifiant no SK 2187),.

## Présentation
Le monument est situé dans le quartier de Tjabara, place de la République ; érigé entre 1904 et 1924, il honore les combattants qui ont libéré Pirot le 28 décembre 1877 pendant la seconde guerre serbo-turque.